# Gåsasjön, Småland
Gåsasjön är en sjö i Gislaveds kommun i Småland och ingår i Nissans huvudavrinningsområde.